# Karagül
Karagül é uma telenovela turca, produzida pela Avşar Film e exibida pela Fox de 29 de março de 2013 a 10 de junho de 2016, em 125 episódios, com direção de Murat Saraçoğlu e colaboração de Günay Günaydın. A trama foi parcialmente filmada em Halfeti, um pequeno povoado às margens do rio Eufrates. O título da série se deve às rosas negras, que só crescem naturalmente naquela região do sudeste da Turquia.
Conta com as participações de Ece Uslu, Mesut Akusta, Şerif Sezer, Mert Yazıcıoğlu, Özlem Conker e Hilal Altınbilek.

## Enredo

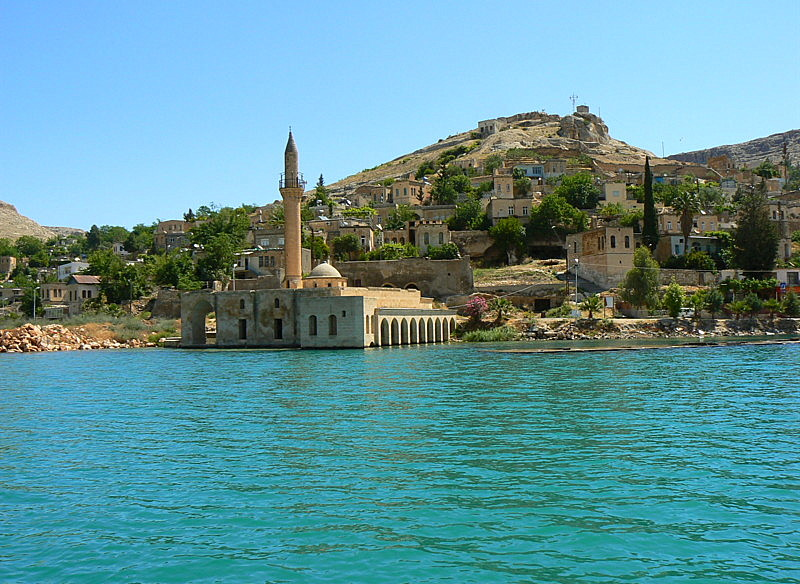
O povoado Halfeti.

Ebru e Murat têm três filhos. Um dia Ebru recebe a notícia de que seu marido desapareceu depois de cair em um rio em Halfeti, sua cidade natal. A partir desse momento, sua vida muda radicalmente. Ela descobre que seu marido perdeu todos os bens da família e hipotecou sua propriedade. Ebru se muda para Halfeti, com esperanças de encontrar o corpo de seu marido. Lá ela está sozinha e sem um tostão, além de descobrir que seu marido teve uma primeira esposa. Lá ela terá que lidar com Kendal, o primogênito da família que sempre teve inveja de Murat porque ele queria ser o único herdeiro da família; entretanto, Kendal não tem um filho que possa continuar seu legado, já que o único que ele tem é deficiente. Ela também conhecerá Baran, seu primeiro filho com Murat, que supostamente tinha nascido morto.

## Elenco
- Ece Uslu como Ebru Şamverdi
- Yavuz Bingöl como Fırat Mercan
- Saruhan Hünel como Kenan Güner/Tekinalp
- Özcan Deniz como Murat Şamverdi
- Şerif Sezer como Kadriye Şamverdi
- Özlem Conker como Narin Mercan
- Mesut Akusta como Kendal Şamverdi
- Ogün Kaptanoğlu como Oğuz Kılıçoğlu
- Hülya Duyar como Emine Şamverdi
- Hilal Altınbilek como Özlem Şamverdi
- Sebahat Kumaş como Melek Şamverdi
- Mert Yazıcıoğlu como Baran Şamverdi
- Sevda Erginci como Ayşe
- Ayça Ayşin Turan como Ada Şamverdi
- İlayda Çevik como Maya Şamverdi
- Arda Erkuran como Rüzgar Şamverdi
- Ebru Ojen Şahin como Sibel
- Can Atak como Asım Şamverdi
- Yalçın Ertürk como Recep
- Turan Selçuk Yerlikaya como Rıza
- Burak Çelik como Serdar Kılıçoğlu
- Eser Karabil como Kasım
- Su Olgaç como Deniz Kılıçoğlu
- Açelya Elmas como Elif
- Bülent Polat como Sabri
- Feyzan Soykan como Emre
- Deniz Durmaz como Nazlı
- Gonca Cilasun como Fikriye Tekinalp
- Mahmut Gökgöz como İdris
- Murat Baykan como Rüstem Keser
- Mehmed Mehmedof como Merdan Keser
- Saydam Yeniay como Cemal
- Çetin Karakul como Fatih
- Eray Özbal como Salman
- Özlem Akınözü como Gülizar Keser
- Emre Tetikel como Şahin
- Can Verel como Selçuk

## Resumo
| Temporada | Temporada | Episódios | Episódios | Originalmente exibido  | Originalmente exibido |
| Temporada | Temporada | Episódios | Episódios | Estreia da temporada   | Final da temporada    |
| --------- | --------- | --------- | --------- | ---------------------- | --------------------- |
|           | 1         | 12        | 12        | 29 de março de 2013    | 14 de junho de 2013   |
|           | 2         | 37        | 37        | 20 de setembro de 2013 | 13 de junho de 2014   |
|           | 3         | 39        | 39        | 19 de setembro de 2014 | 12 de junho de 2015   |
|           | 4         | 37        | 37        | 2 de outubro de 2015   | 10 de junho de 2016   |